# كأس الاتحاد الأوروبي 1987–88
كأس الاتحاد الأوروبي 1987–88 (بالإنجليزية: 1987–88 UEFA Cup)‏ هو موسم من كأس الاتحاد الأوروبي. أقيم بتاريخ 1987، وفاز به باير 04 ليفركوزن الألماني للمرة الأولى في تاريخه وذلك بعد فوزه في النهائي على إسبانيول برشلونة الإسباني بركلات الترجيح بعد التعادل 3-3 بمجموع المباراتين.